# Alícia Krüger

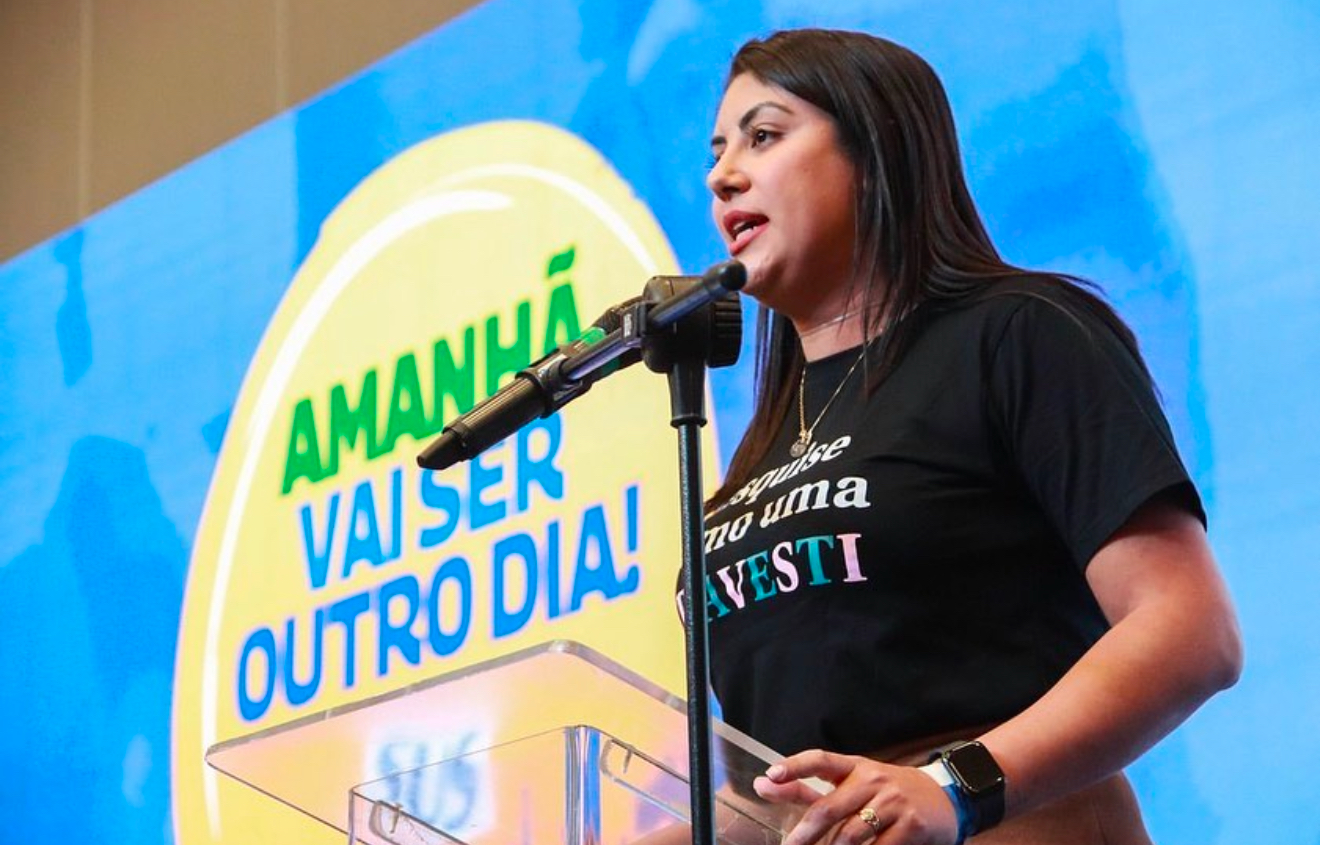
Alícia discursando na 17ª Conferência Nacional de Saúde, Brasília, 2023.

Alícia Krüger (Ponta Grossa, 29 de dezembro de 1993) é uma farmacêutica clínica, sanitarista, epidemiologista, ativista e estudante de Medicina brasileira. Atualmente, atua como Assessora de Políticas de Inclusão, Diversidade e Equidade em Saúde no Ministério da Saúde, lotada na Secretaria de Vigilância em Saúde e Ambiente.

## Biografia
Nascida em Ponta Grossa, Paraná, Alícia Krüger foi a primeira pessoa trans a se formar pela Universidade Estadual de Ponta Grossa (UEPG), onde também foi a primeira pessoa trans a ocupar uma cadeira no Conselho Universitário de uma instituição pública de ensino superior no Brasil, como representante discente. Nesse conselho, ela propôs e implementou o uso do nome social em concursos vestibulares, processos seletivos simplificados e admissões de professores e funcionários da UEPG. Durante sua graduação, integrou a gestão de 2012 do Diretório Central de Estudantes (DCE) da UEPG, ao lado do atual deputado federal Aliel Machado, e participou do Movimento Trans do Paraná, colaborando com o Grupo Renascer, de Ponta Grossa, e o Transgrupo Marcela Prado, de Curitiba.
Em 2015, aos 21 anos, mudou-se para Brasília para trabalhar no Ministério da Saúde, no Departamento de DST, Aids e Hepatites Virais, a convite do então diretor Fábio Mesquita. Lá, contribuiu para a formulação de políticas de prevenção combinada voltadas para jovens, mulheres e pessoas trans. Em Brasília, concluiu seu mestrado em Saúde Coletiva, com ênfase em Epidemiologia, pela Universidade de Brasília (UnB).
Em 2017, sua trajetória foi retratada em um episódio da série Liberdade de Gênero, exibida pelo canal GNT. Durante a gestão de Jair Bolsonaro, após seis anos no Ministério da Saúde, Alícia pediu demissão devido a divergências com o governo e passou a residir em Curitiba, onde trabalhou em projetos nas secretarias municipal e estadual de saúde do Paraná.
Em 2023, com a eleição de Luiz Inácio Lula da Silva e a nomeação de Nísia Trindade como Ministra da Saúde, Alícia foi convidada pela Secretária de Vigilância em Saúde e Ambiente, Ethel Maciel, para retornar ao Ministério da Saúde. Ela assumiu o cargo de Assessora de Políticas de Inclusão, Diversidade e Equidade em Saúde. No mesmo ano, discursou na 17ª Conferência Nacional de Saúde, em Brasília, sendo a primeira travesti a fazê-lo, e representou o Ministério da Saúde no 52º Programa de Coordenação da UNAIDS, em Genebra, abordando avanços nas políticas de saúde para a população trans.
Entre 2023 e 2025, Alícia integrou o Grupo de Trabalho de Saúde LGBTI+ da Associação Brasileira de Saúde Coletiva (Abrasco) e foi a primeira travesti a participar da Comissão de Epidemiologia que revisou o V Plano Diretor para o Desenvolvimento da Epidemiologia no Brasil. Ela permanece como membro associado da Abrasco.
Em 2024, participou da 25ª Conferência Internacional de Aids, em Munique, Alemanha, no painel “Serviços centrados na pessoa: projeto e implementação de prevenção e cuidado eficazes para o HIV”. Sua apresentação sobre o acesso de pessoas trans à prevenção e tratamento do HIV foi reconhecida pelos participantes. No mesmo evento, tornou-se a primeira mulher trans a atuar como mentora no Programa de Mentoria Rápida para Meninas e Mulheres na Ciência da International Aids Society (IAS).
Alícia também atua como consultora ad hoc do Conselho Federal de Farmácia, coordenando o Grupo de Trabalho do Cuidado Farmacêutico à População LGBTQIAPN+ e outras populações vulnerabilizadas. Ela contribuiu para a implantação da prescrição farmacêutica de PrEP e PEP, além do Tratamento Preventivo da Tuberculose (TPT/ILTB) no Brasil.
Foi editora-chefe do Número Especial dos 20 Anos da Visibilidade Trans no Brasil da Revista Epidemiologia e Serviços de Saúde (RESS), lançado em janeiro de 2025, durante a Cerimônia Oficial da Visibilidade Trans do Governo Federal, com a presença da Ministra dos Direitos Humanos e Cidadania, Macaé Evaristo, e da Secretária Nacional dos Direitos das Pessoas LGBTQIA+, Symmy Larrat.
Em 2025, Alícia foi nomeada Cidadã Benemérita de Ponta Grossa, por unanimidade, pela Câmara Municipal de Vereadores, por meio da Lei Ordinária nº 15468, de 12 de maio de 2025, proposta pelo vereador Dr. Erick (PV-PR). No mesmo ano, foi indicada pela vereadora Giorgia Prates (PT-PR) ao Prêmio Pablo Neruda de Direitos Humanos, concedido pela Câmara Municipal de Curitiba a pessoas e entidades destacadas na defesa dos direitos humanos, conforme a Lei Municipal 11.258/2004 e a Lei Complementar 109/2018.
Atualmente, Alícia é doutoranda no Programa de Pós-Graduação em Medicina (Endocrinologia e Metabologia) da Escola Paulista de Medicina da Universidade Federal de São Paulo (EPM/UNIFESP) e foi aprovada para o curso de Medicina da Universidade da Cidade de São Paulo, com início no segundo semestre de 2025.